# Caiac canoe la Jocurile Olimpice de vară din 2020 - K-1 200 m masculin
Proba masculină de caiac K-1 200 de metri de la Jocurile Olimpice de vară din 2020 a avut loc în perioada 4-5 august 2021 pe Sea Forest Waterway. 
La această probă vor participa 12 sportivi. Dintre aceștia, 5 vor fi selectați în urma Campionatului Mondial din 2019. Locurile rămase vor fi acordate după calificările regionale, precum și după Cupa Mondială din 2020. Dintre cele cinci regiuni, Europa va primi două locuri, iar celelalte vor primi câte unul.

## Program
Orele sunt ora Japoniei (UTC+9) 
| Data                    | Timp | Etapă                         |
| ----------------------- | ---- | ----------------------------- |
| Miercuri, 4 august 2021 | 9:30 | Calificări Sferturi de finală |
| Joi, 5 august 2021      | 9:30 | Semifinale Finala             |

## Rezultate

### Calificări
Primii doi clasați din fiecare serie se califică în semifinale, iar ceilalți se califică pentru sferturile de finală.

#### Seria 1
| Loc | Culoar | Canotor           | Țară          | Timp   | Note |
| --- | ------ | ----------------- | ------------- | ------ | ---- |
| 1   | 5      | Petter Menning    | Suedia        | 34,698 | SE   |
| 2   | 4      | Saúl Craviotto    | Spania        | 35,002 | SE   |
| 3   | 3      | Evgenii Lukantsov | COR           | 35,157 | SF   |
| 4   | 2      | Kohl Horton       | Insulele Cook | 40,061 | SF   |
| 5   | 6      | Rudolf Williams   | Samoa         | 42,083 | SF   |

#### Seria 2
| Loc | Culoar | Canotor          | Țară           | Timp   | Note |
| --- | ------ | ---------------- | -------------- | ------ | ---- |
| 1   | 3      | Kolos Csizmadia  | Ungaria        | 34,442 | SE   |
| 2   | 4      | Carlos Arévalo   | Spania         | 34,452 | SE   |
| 3   | 5      | Liam Heath       | Marea Britanie | 34,582 | SF   |
| 4   | 6      | Nicholas Matveev | Canada         | 36,190 | SF   |
| 5   | 2      | Momen Mahran     | Egipt          | 38,850 | SF   |

#### Seria 3
| Loc | Culoar | Canotor             | Țară          | Timp   | Note |
| --- | ------ | ------------------- | ------------- | ------ | ---- |
| 1   | 4      | Sándor Tótka        | Ungaria       | 35,070 | SE   |
| 2   | 5      | Roberts Akmens      | Letonia       | 35,448 | SE   |
| 3   | 3      | Cho Gwang-hee       | Coreea de Sud | 35,738 | SF   |
| 4   | 2      | Mark de Jonge       | Canada        | 36,110 | SF   |
| 5   | 6      | Momotaro Matsushita | Japonia       | 36,110 | SF   |

#### Seria 4
| Loc | Culoar | Canotor         | Țară   | Timp   | Note |
| --- | ------ | --------------- | ------ | ------ | ---- |
| 1   | 5      | Manfredi Rizza  | Italia | 34,867 | SE   |
| 2   | 4      | Maxime Beaumont | Franța | 35,259 | SE   |
| 3   | 2      | Oleg Gusev      | COR    | 35,928 | SF   |
| 4   | 3      | Yang Xiaoxu     | China  | 36,561 | SF   |
| 5   | 6      | Bojan Zdelar    | Serbia | 37,092 | SF   |

#### Seria 5
| Loc | Culoar | Canotor              | Țară      | Timp   | Note |
| --- | ------ | -------------------- | --------- | ------ | ---- |
| 1   | 4      | Strahinja Stefanović | Serbia    | 34,996 | SE   |
| 2   | 3      | Rubén Rézola         | Argentina | 35,059 | SE   |
| 3   | 5      | Mindaugas Maldonis   | Lituania  | 35,650 | SF   |
| 4   | 2      | Tuva'a Clifton       | Samoa     | 38,363 | SF   |
| 5   | 6      | Amado Cruz           | Belize    | 39,645 | SF   |

### Sferturi de finală
Primii doi clasați din fiecare serie se califică în semifinale, iar ceilalți sunt eliminași.

#### Sferturi de finală 1
| Loc | Culoar | Canotor             | Țară          | Timp          | Note          |
| --- | ------ | ------------------- | ------------- | ------------- | ------------- |
| 1   | 5      | Mindaugas Maldonis  | Lituania      | 35,466        | SE            |
| 2   | 2      | Momotaro Matsushita | Japonia       | 35,540        | SE            |
| 3   | 4      | Yang Xiaoxu         | China         | 35,852        |               |
| 4   | 6      | Momen Mahran        | Egipt         | 37,836        |               |
| 5   | 3      | Kohl Horton         | Insulele Cook | Nu a terminat | Nu a terminat |

#### Sferturi de finală 2
| Loc | Culoar | Canotor           | Țară           | Timp   | Note |
| --- | ------ | ----------------- | -------------- | ------ | ---- |
| 1   | 5      | Liam Heath        | Marea Britanie | 33,985 | SE   |
| 2   | 4      | Evgenii Lukantsov | COR            | 35,184 | SE   |
| 3   | 3      | Mark de Jonge     | Canada         | 35,462 |      |
| 4   | 7      | Bojan Zdelar      | Serbia         | 36,531 |      |
| 5   | 6      | Rudolf Williams   | Samoa          | 41,950 |      |

#### Sferturi de finală 3
| Loc | Culoar | Canotor          | Țară          | Timp   | Note |
| --- | ------ | ---------------- | ------------- | ------ | ---- |
| 1   | 5      | Cho Gwang-hee    | Coreea de Sud | 35.048 | SE   |
| 2   | 6      | Nicholas Matveev | Canada        | 35,181 | SE   |
| 3   | 4      | Oleg Gusev       | COR           | 35,581 |      |
| 4   | 3      | Tuva'a Clifton   | Samoa         | 38,287 |      |
| 5   | 7      | Amado Cruz       | Belize        | 39,333 |      |

### Semifinale
Primii patru clasați din fiecare serie se califică în Finala A, iar ceilalți se califică pentru Finala B.

#### Semifinala 1
| Loc | Culoar | Canotor              | Țară           | Timp   | Note |
| --- | ------ | -------------------- | -------------- | ------ | ---- |
| 1   | 5      | Kolos Csizmadia      | Ungaria        | 35,099 | FA   |
| 2   | 7      | Liam Heath           | Marea Britanie | 35,108 | FA   |
| 3   | 4      | Petter Menning       | Suedia         | 35,149 | FA   |
| 4   | 2      | Roberts Akmens       | Letonia        | 35,688 | FA   |
| 5   | 3      | Strahinja Stefanović | Serbia         | 35,855 | FB   |
| 6   | 6      | Maxime Beaumont      | Franța         | 36,072 | FB   |
| 7   | 8      | Nicholas Matveev     | Canada         | 36,584 | FB   |
| 8   | 1      | Momotaro Matsushita  | Japonia        | 37,096 | FB   |

#### Semifinala 2
| Loc | Culoar | Canotor            | Țară          | Timp   | Note |
| --- | ------ | ------------------ | ------------- | ------ | ---- |
| 1   | 5      | Sándor Tótka       | Ungaria       | 35,114 | FA   |
| 2   | 4      | Manfredi Rizza     | Italia        | 35,171 | FA   |
| 3   | 6      | Carlos Arévalo     | Spania        | 35,207 | FA   |
| 4   | 3      | Saúl Craviotto     | Spania        | 35,934 | FA   |
| 5   | 8      | Evgenii Lukantsov  | COR           | 36,036 | FB   |
| 6   | 1      | Cho Gwang-hee      | Coreea de Sud | 36,094 | FB   |
| 7   | 2      | Rubén Rézola       | Argentina     | 36,552 | FB   |
| 8   | 7      | Mindaugas Maldonis | Lituania      | 36,637 | FB   |

### Finale

#### Finala B
| Loc | Culoar | Canotor              | Țară          | Timp   | Note |
| --- | ------ | -------------------- | ------------- | ------ | ---- |
| 9   | 3      | Maxime Beaumont      | Franța        | 35,998 |      |
| 10  | 8      | Mindaugas Maldonis   | Lituania      | 36,257 |      |
| 11  | 5      | Strahinja Stefanović | Serbia        | 36,329 |      |
| 12  | 4      | Evgenii Lukantsov    | COR           | 36,369 |      |
| 13  | 6      | Cho Gwang-hee        | Coreea de Sud | 36,440 |      |
| 14  | 7      | Nicholas Matveev     | Canada        | 36,625 |      |
| 15  | 2      | Rubén Rézola         | Argentina     | 36,775 |      |
| 16  | 1      | Momotaro Matsushita  | Japonia       | 37,250 |      |

#### Finala A
| Loc | Culoar | Canotor         | Țară           | Timp   | Note |
| --- | ------ | --------------- | -------------- | ------ | ---- |
| 1   | 4      | Sándor Tótka    | Ungaria        | 35,035 |      |
| 2   | 6      | Manfredi Rizza  | Italia         | 35,080 |      |
| 3   | 3      | Liam Heath      | Marea Britanie | 35,202 |      |
| 4   | 5      | Kolos Csizmadia | Ungaria        | 35,317 |      |
| 5   | 2      | Carlos Arévalo  | Spania         | 35,391 |      |
| 6   | 7      | Petter Menning  | Suedia         | 35,562 |      |
| 7   | 8      | Saúl Craviotto  | Spania         | 35,568 |      |
| 8   | 1      | Roberts Akmens  | Letonia        | 36,014 |      |